# Cerisy
Cerisy – miejscowość i gmina we Francji, w regionie Hauts-de-France, w departamencie Somma.
Według danych na rok 2011 gminę zamieszkiwały 483 osoby, a gęstość zaludnienia wynosiła 44 osoby/km² (wśród 2293 gmin Pikardii Cerisy plasuje się na 658. miejscu pod względem liczby ludności, natomiast pod względem powierzchni na miejscu 383.).